# Kostel Všech svatých (Stvolínky)
Kostel Všech svatých ve Stvolínkách je římskokatolický farní kostel v obci Stvolínky na Českolipsku v Libereckém kraji. Gotický kostel z přelomu 14. a 15. století je spravován místní římskokatolickou farností. Nachází se vedle zanedbaného zámku Stvolínky a přes to, že je kostel chráněn jako kulturní památka České republiky, je ve velmi špatném stavu a bohoslužby se v něm z tohoto důvodu nekonají.[kdy?]
Původně gotický kostel byl mnohokrát přestavován, malé části gotických prvků jsou ve stavbě zachovány dodnes. Věž byla přistavěna v 16. století, v roce 1770 byla postavena i kaple svaté Anny v severozápadním rohu, roku 1811 byl postaven nový presbytář.

## Historie
Gotický kostel je z přelomu 14. a 15. století, postavený údajně na místě starší dřevěné stavby, snad již z 11. století.
V polovině 14. století náležela ves drobnému šlechtickému rodu Kluků ze Stvolínek, jehož potomci jsou ještě v roce 1426 jmenováni jako patroni kostela, který je ve Stvolínkách doložen v rejstříku papežských desátků v roce 1352 již jako farní.
Otázka úplného počátku stavby není známá. Starší regionální literatura pokládá kostel za jeden z nejstarších v zemi a klade jeho vznik již do 11. století. Nejstarší stavební doloženou fází je loď. Tu lze na základě jednoho funkčního dveřnímu otvoru na severu, čtyř zazděných hrotitých oken a pozůstatků zazděného jižního portálku jednoznačně připsat gotice. Obecně bychom kostel klasifikovali jako původně gotický, avšak následkem mnoha rekonstrukcí a úprav v průběhu let se jeho gotických prvků dochovalo minimum.

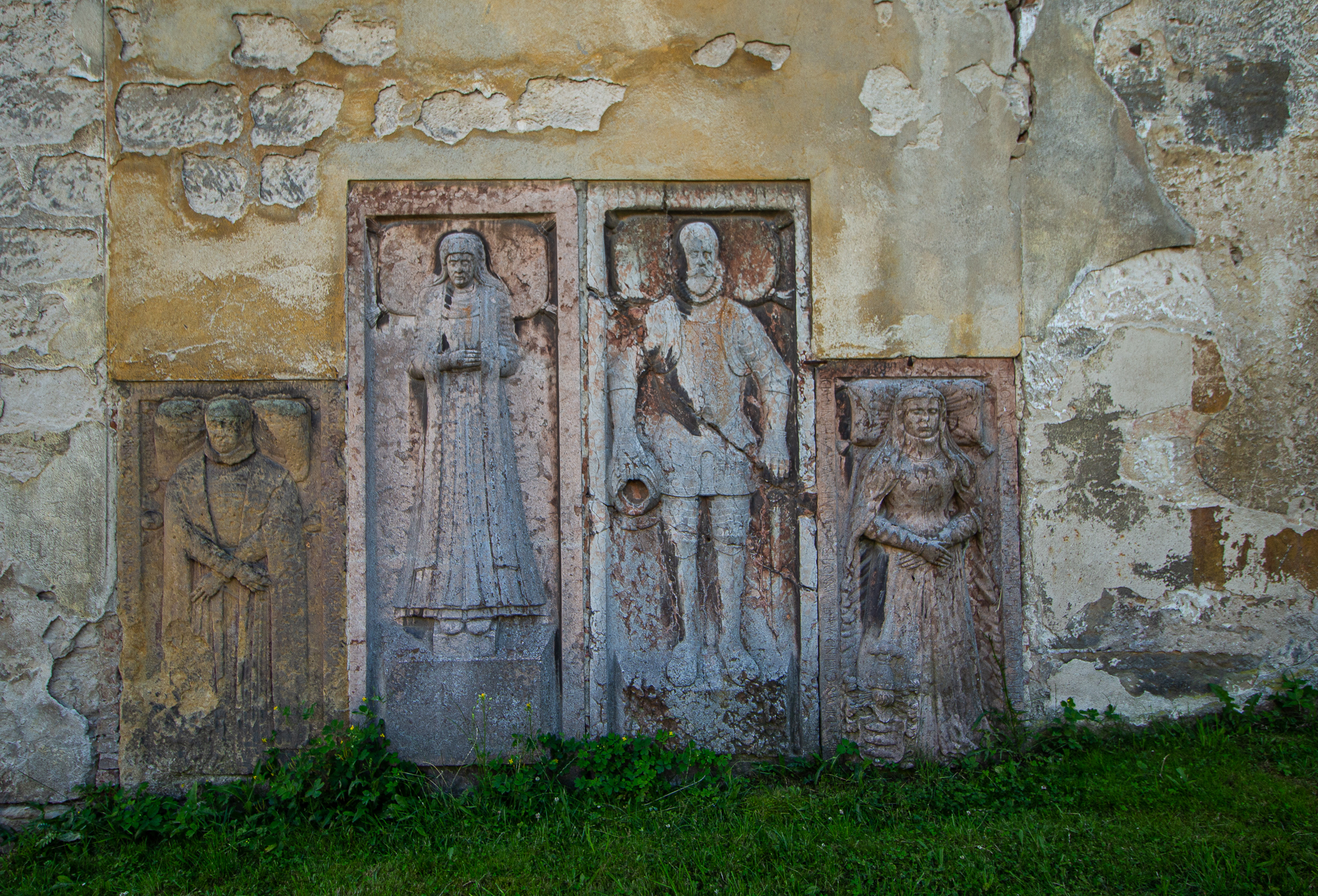
Renesanční náhrobníky osazené v severním průčelí sakristie

Někdy v průběhu 2. čtvrtiny 16. století přešly Stvolínky k luteránství a započalo mnoho renesančních úprav a přestaveb kostela. Písemné prameny, které by dokazovaly podobu kostela v 16. století, zcela chybí a prameny z doby po 17. století jsou velmi sporné. O stavebních dějinách kostela tedy vypovídají převážně prameny hmotné, na jejichž základě víme, že věž byla přistavěna k již existující lodi. Považujeme například za velmi pravděpodobné, že dřevěné šesté podlaží vzniklo teprve v souvislosti s celkovou přestavbou a zvýšením kostela v roce 1811. Současný krov věže je dendrologicky datován rovněž do tohoto období, jak ovšem vypadala střecha před tím již nelze zjistit. 
Za biskupa Leopolda Chlumčanského byla provedena empírová přestavba zchátralého kostela, k další přestavbě kostela i s věží došlo v roce 1883.
Po druhé světové válce začalo období pozvolného chátrání, které pokračovalo v době socialismu a kostel byl vykrádán.

## Záchrana

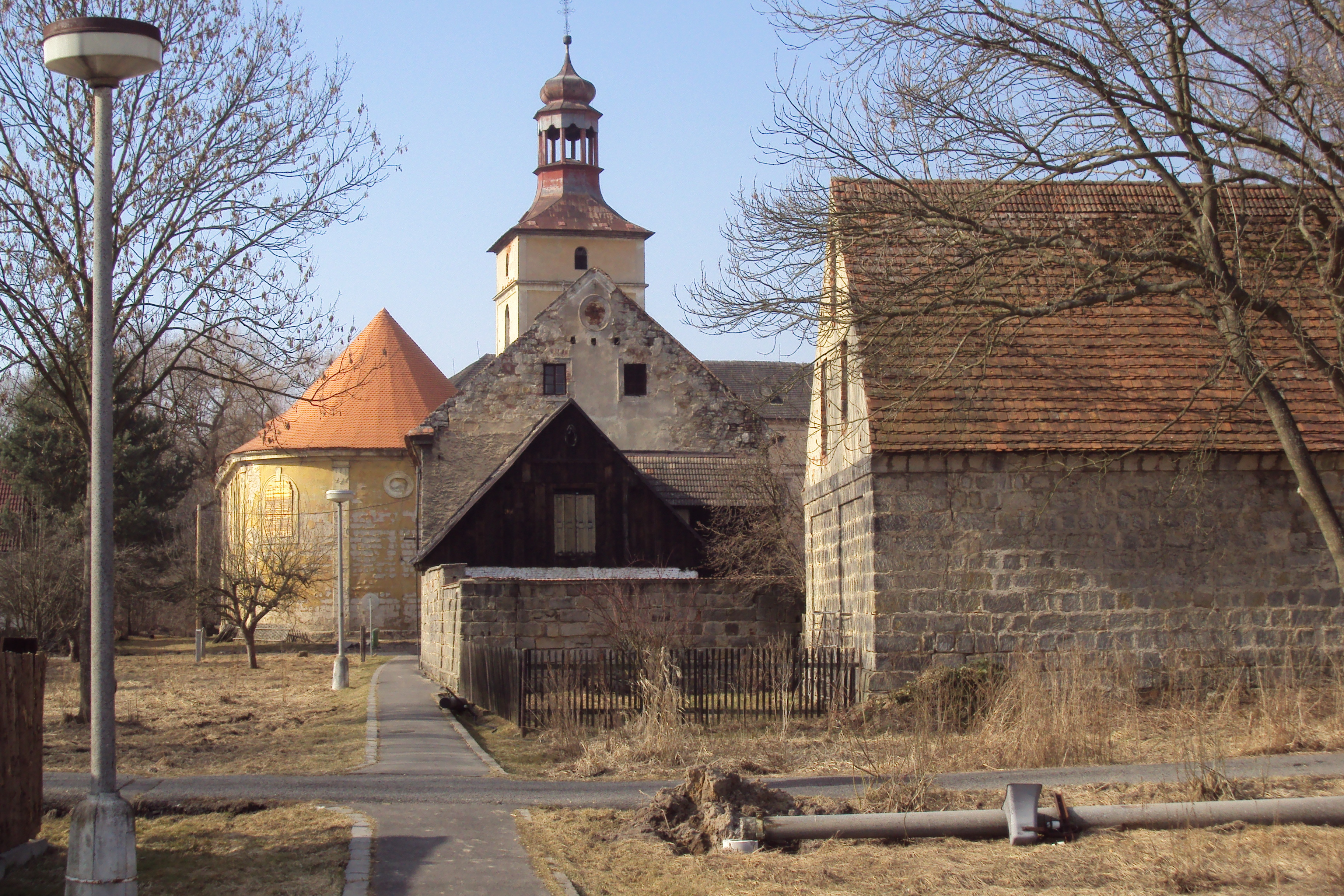
Pohled na kostel ve Stvolínkách v roce 2011

Kostel byl v havarijním stavu, chyběly podlahy a vybavení a nebylo možné ho používat. Jsou podnikány postupné kroky k jeho záchraně i obnovení bohoslužeb (pro bohoslužebné účely prozatímně slouží kaple, zřízená v budově fary, která se nachází naproti kostelu), za 2 miliony Kč byla po roce 2000 vyměněna střecha a krovy. V roce 2011 byla částečně opravena boční kaple sv. Anny (dozdění klenby a nová střecha).

## Popis stavby

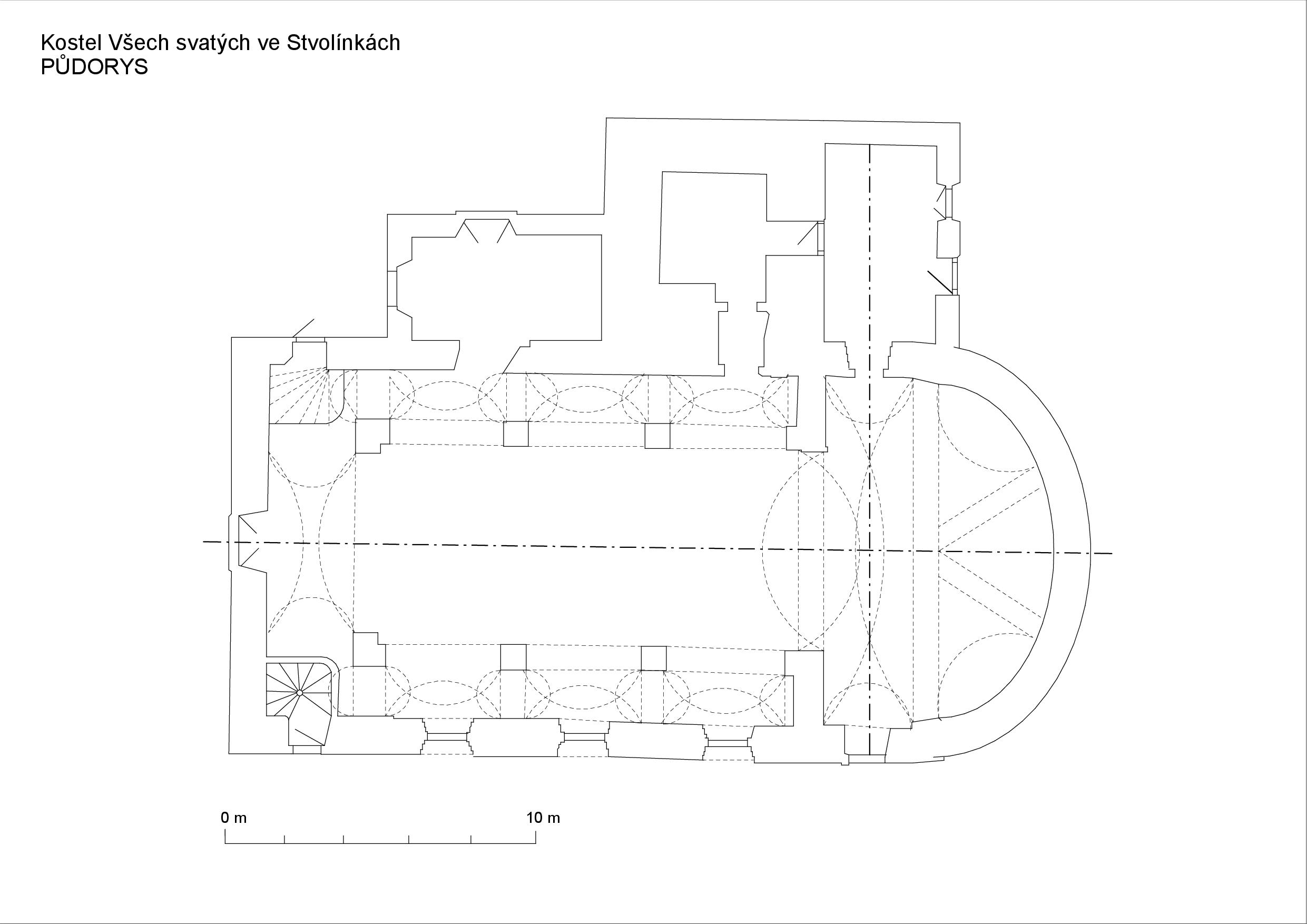
Půdorys kostela v Stvolínkách

### Exteriér
Zděná a omítaná stavba kostela je jednolodní a podélná s presbytářem postavena na půdorysu mírně stlačeného půlkruhu. Kostel je orientovaný. K lodi na severu přiléhá šestipodlažní hranolová věž. Do koutu věže a severní zdi lodi je vestavěna kaple sv. Anny. Na presbytář a východní zeď věže navazuje patrová přestavba sakristie a oratoří.
Fasády kostela jsou omítané. Průčelí lodí a presbytáře jsou členěna pilastry s hlavicemi zdobenými čabrakami a s hladkými dříky a zakončena jsou profilovou korunní římsou. Dveřní otvory mají zpravidla jednoduchá pravoúhlá pískovcová ostění, okenní otvory jsou zakončeny stlačenými oblouky a rámovány jsou profilovými šambránami (tvar plných půlkruhů mají pouze okna presbytáře). Pro dosažení symetrie jsou užita i slepá okna.
Průčelí věže jsou členěna jednoduchými kamennými kordonovými římsami a lizénovými rámy. Na severní straně přestavby jsou vsazeny čtyři kamenné renesanční figurální náhrobky a na východním průčelí je osazen malý renesanční náhrobek. Tyto čtyři umělecky hodnotné renesanční náhrobky patří původním majitelům Ronova a Stvolínek - náhrobek Anny z Kurzbachu datovaný k roku 1576, náhrobek Anežky z Helfensteinu z roku 1550, náhrobek Jindřicha z Kurzbachu z roku 1590 a dětský náhrobek Jáchyma z Malcánu z roku 1591. Hrobka někdejších majitelů panství se nachází také v suterénu kostela. Loď je kryta valbovou střechou. Věž má čtyřbokou báň s lucernou, kdežto kaple sv. Anny má střechu pultovou. Střechy jsou kryty bobrovkami, až na věž, která má plechovou krytinu.
V současnosti je objekt přístupný pouze dveřmi na východní straně sakristie, jelikož většina ostatních venkovních vstupů byla v rámci zamezení vandalskému ničení zazděna. V době před tímto opatření představoval hlavní vstup do lodi vstup západní. Od severu byla loď přístupná přes kapli sv. Anny.

### Interiér
V lodi je vestavěna třístranná zděná empora, podklenutá plackami do pásů nesena hranolovitými pilíři, které zároveň podepírají plochý omítaný strop s fabionem. Výstupy na emporu, umístěné na severozápadním a jihozápadním koutu lodi, jsou přístupné venkovními dveřními otvory a od prostoru lodi oddělené tenkými cihelnými příčkami na zaobleném půdoryse. Presbytář se do lodi otevírá stlačeným vítězným obloukem. Průchod do kaple sv. Anny na severní zdi byl na straně směřující do kaple opatřen jednoduchým pískovcovým portálem ve tvaru půlkruhu (dnes leží v lodi rozlámaný na kusy). Ve východní části je ve zdi lodi proražen vstup do podvěží a pískovcovým portálkem pravoúhlého tvaru, který je obrácený do lodi. V úrovni nad emporou loď osvětlují dvě okna z jihu a po jednom okně na západní a severní straně, pod emporou pak ještě tři jižní okna.

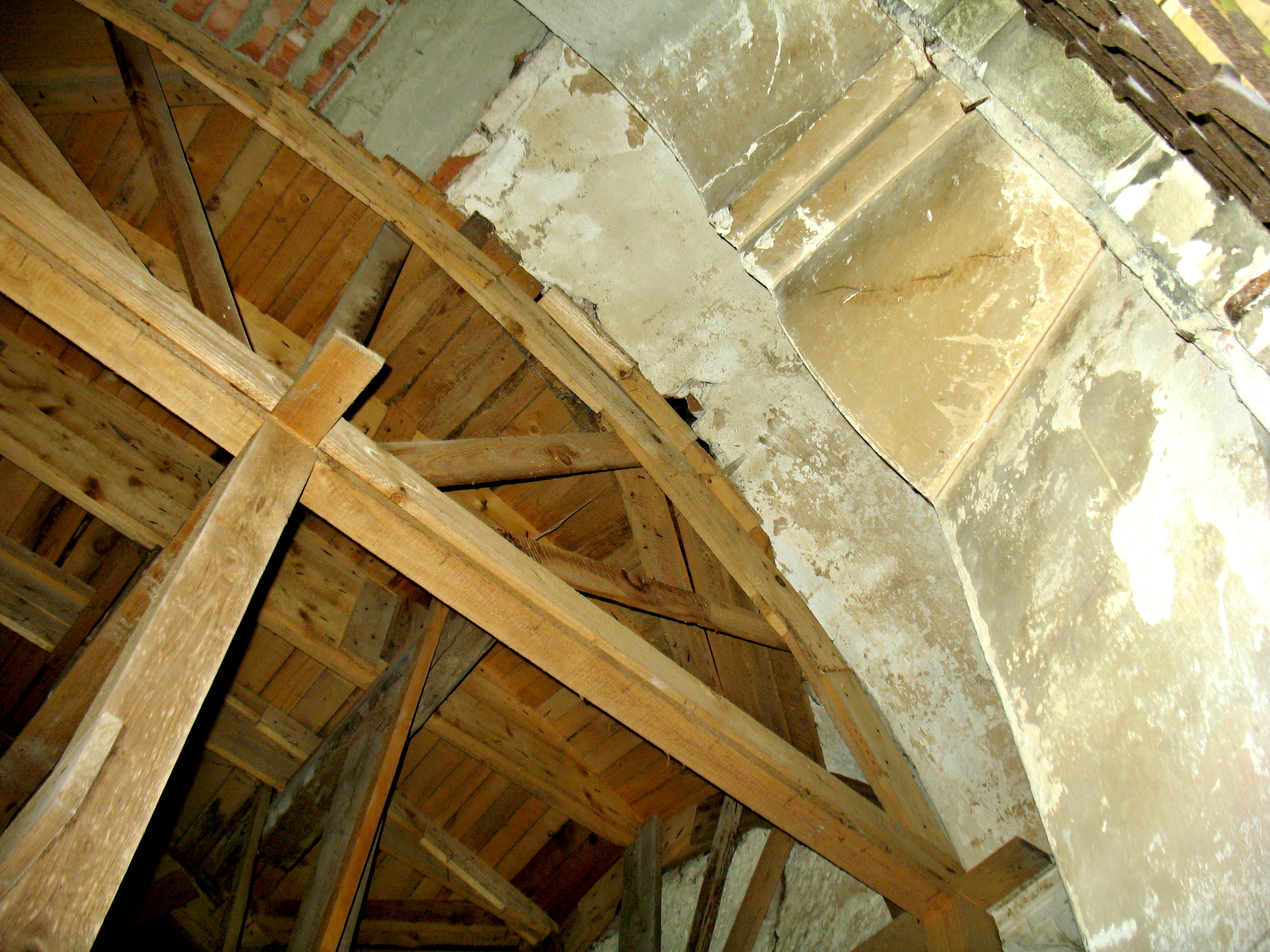
Prostory kaple sv. Anny (stav v říjnu r. 2023)

Severní, západní a jižní zdi lodi jsou postaveny z lomového kamene, v horních partiích u pískovcových kvádrů místy s příměsí cihel. Stropní konstrukce je povalová, omítaná na rákos.
Ze zařízení byly v lodi dochovány pouze mensy obou postranních oltářů, přisazené ke zdi v prostoru pod emporou. Prostor presbytáře je osvětlen prostřednictvím dvou půlkruhem zakončených oken s barevnými vitrážovými výplněmi s figurálními náměty. Na severu od presbytáře se otevírá široké okno oratoře. Konstrukce krovu nad lodí a presbytářem je hambálková s hambálky ve dvou úrovních a s ležatou stolicí.
Hranolová věž je do výšky pátého nadzemního podlaží zděná z větších nepravidelných pískovcových kvádrů, konstrukce vyšších podlaží je cihelná. Ve zvonovém patře (páté nadzemní podlaží) jsou velká zvuková okna s hrotitými záklenky. Dřevěná zvonová stolice je již v současnosti bez zvonů. V posledním podlaží věže je umístěna rámová prostorová konstrukce, která podpírá krov.
Přístavba kaple sv. Anny je půdorysně obdélníkového tvaru a je zaklenuta dvěma poli placek do pasů. Na západním klenebním poli je dochované štukové zrcadlo, kdežto pole východní je částečně zřícené. Prostor ze západu osvětluje velké okno, mobiliář z kaple není dochován.
Patrová přístavba sakristie je rovněž vystavěna z pískovcových kvádrů a zvenčí je přístupná dveřním otvorem. Vstup do oratoře se nachází ve druhém nadzemním podlaží. Strop sakristie má omítaný podhled s fabionem, v oratoři se stropní podhled nedochoval.

## Okolí kostela
Hřbitovní kaple sv. Justa byla postavena v 16. století.

## Galerie

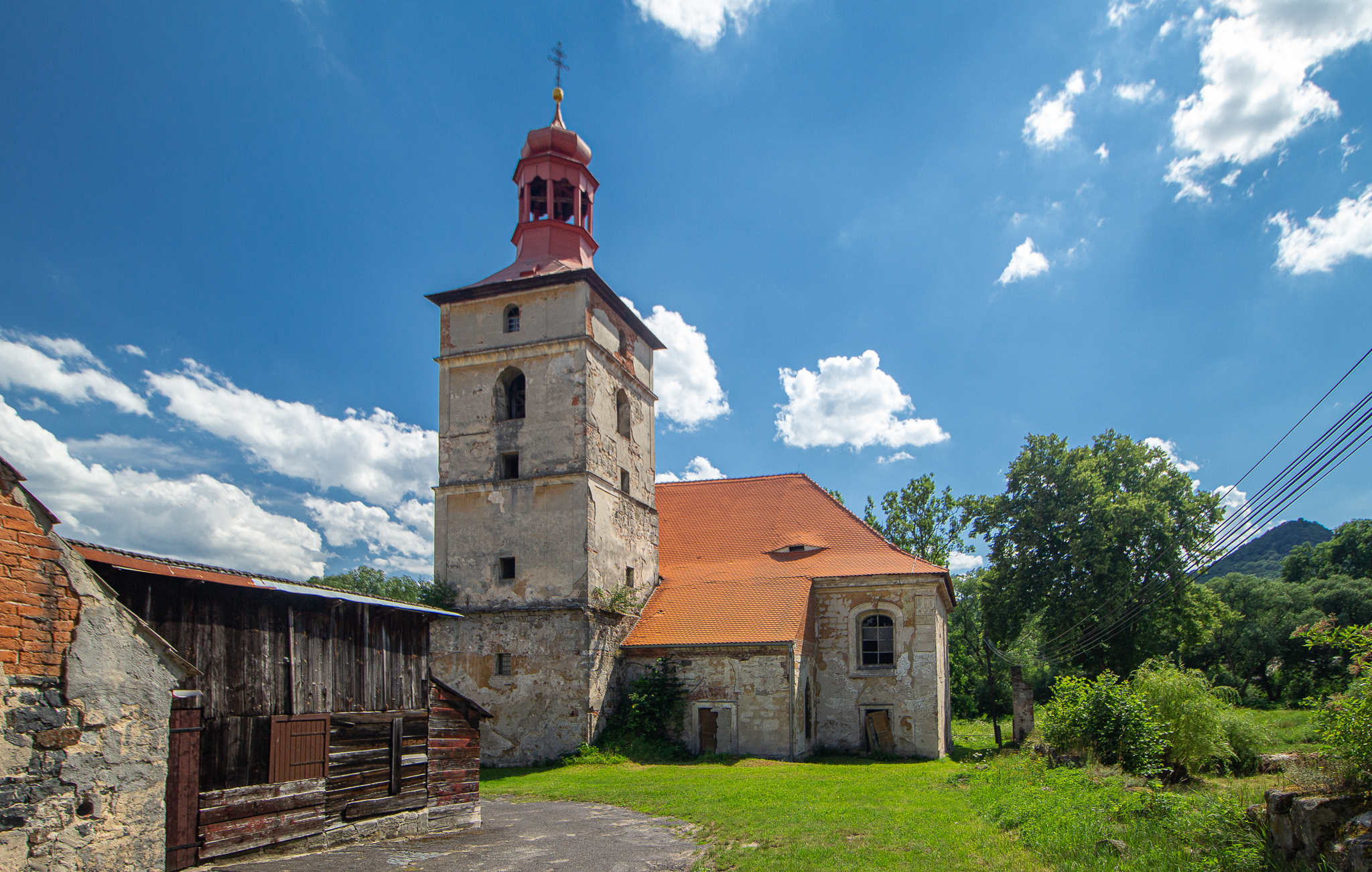
Pohled severní
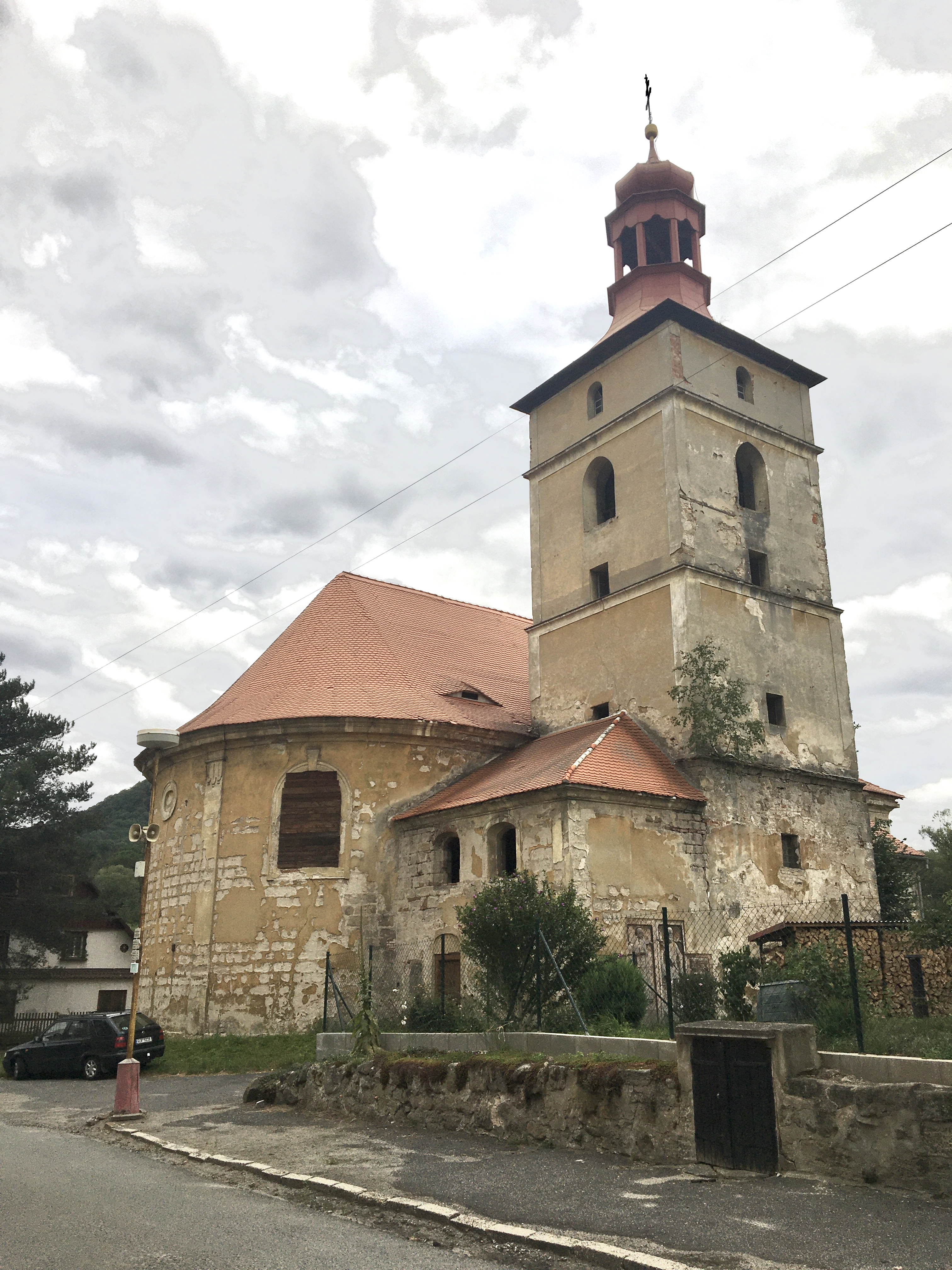
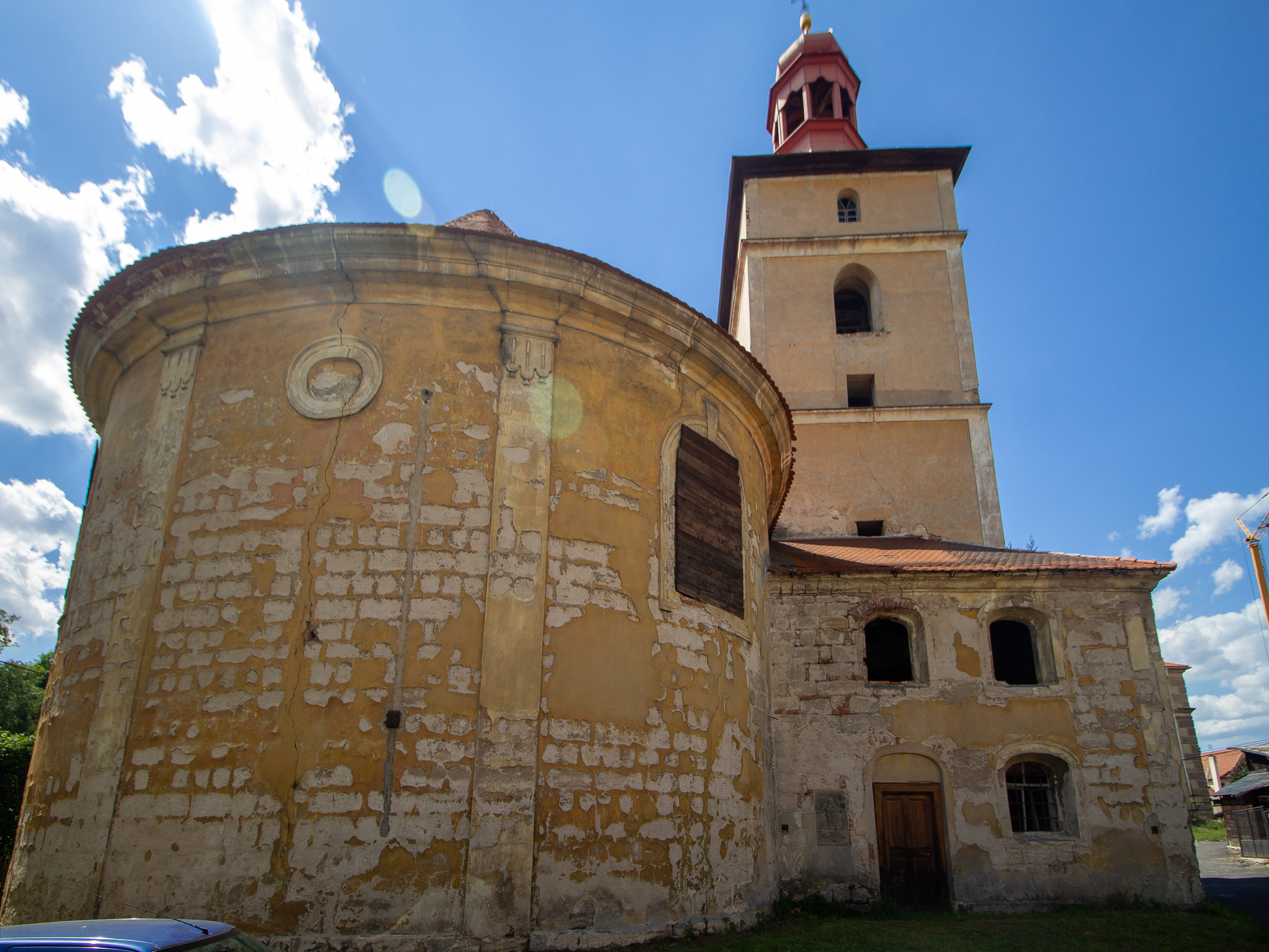
Pohled od jihovýchodu
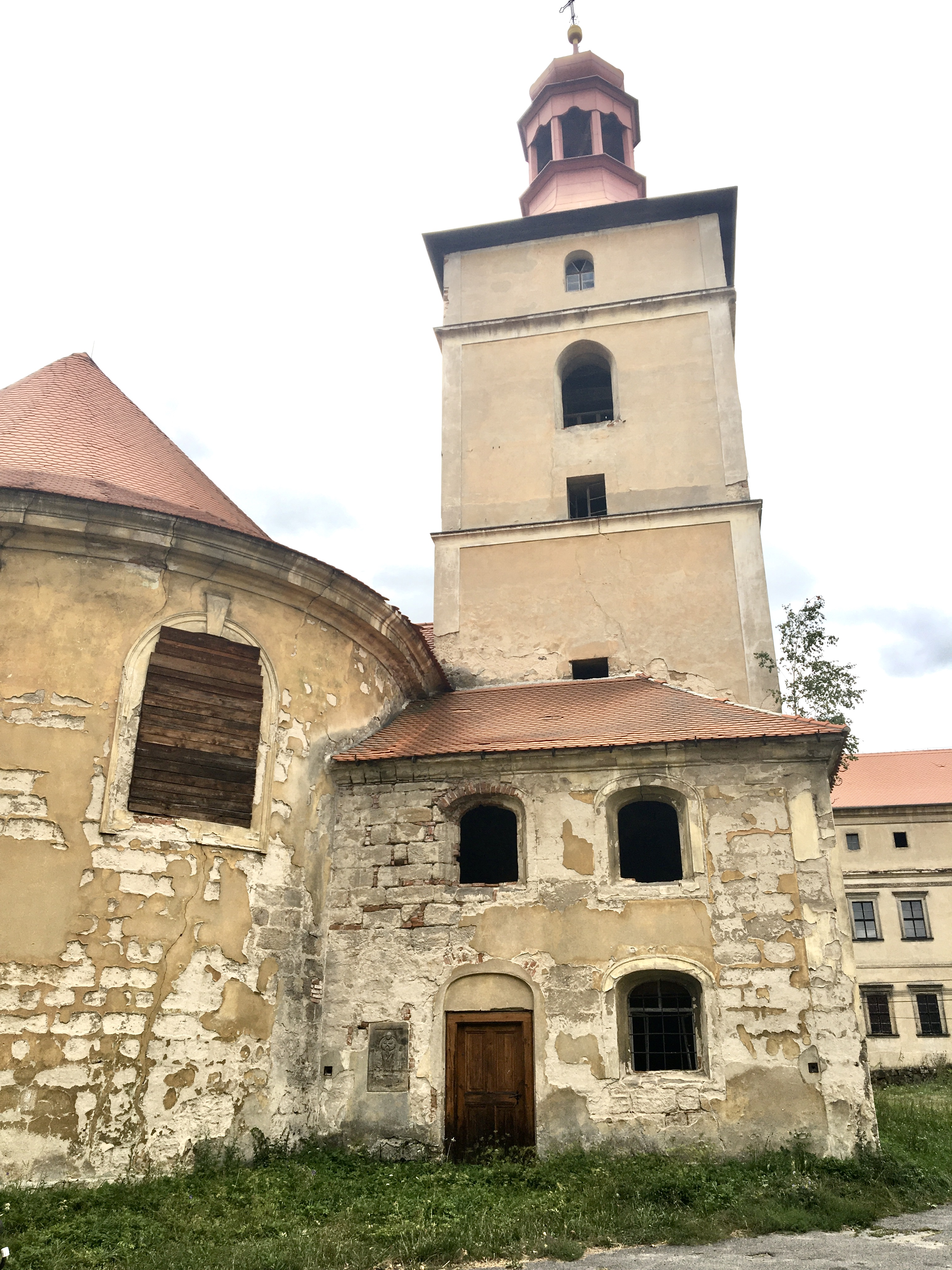
Pohled na věž
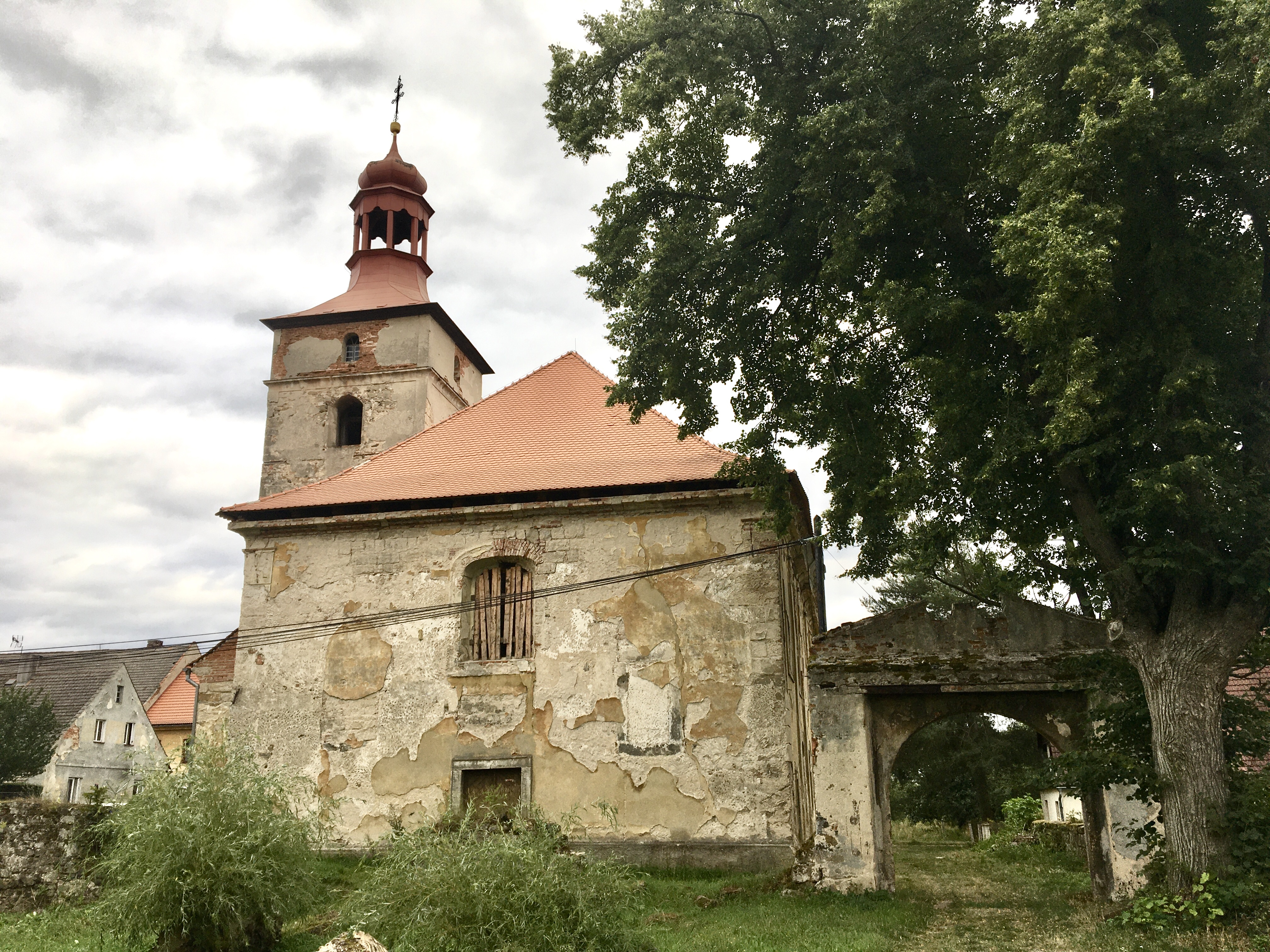
Pohled západní
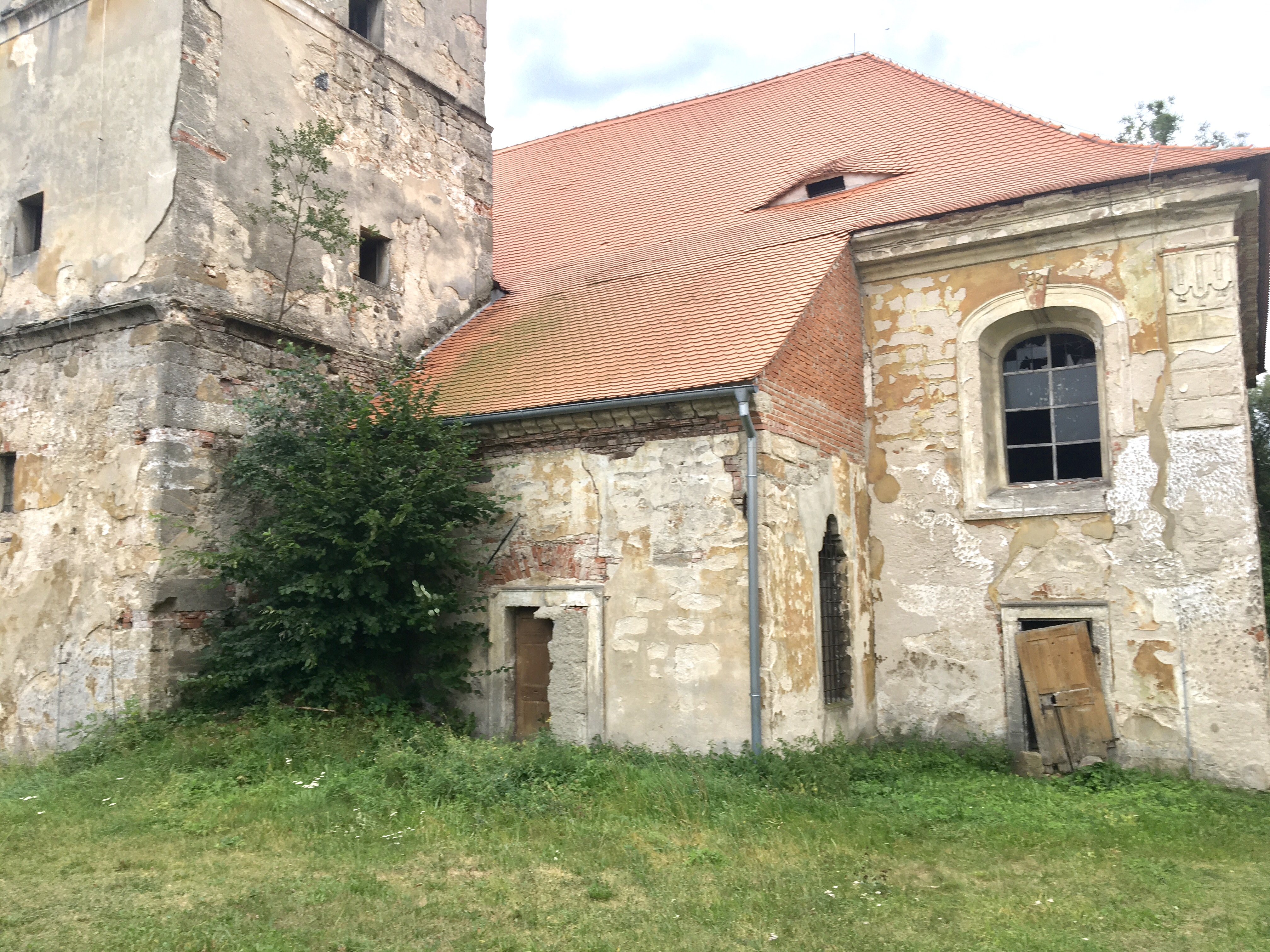
Kaple sv. Anny
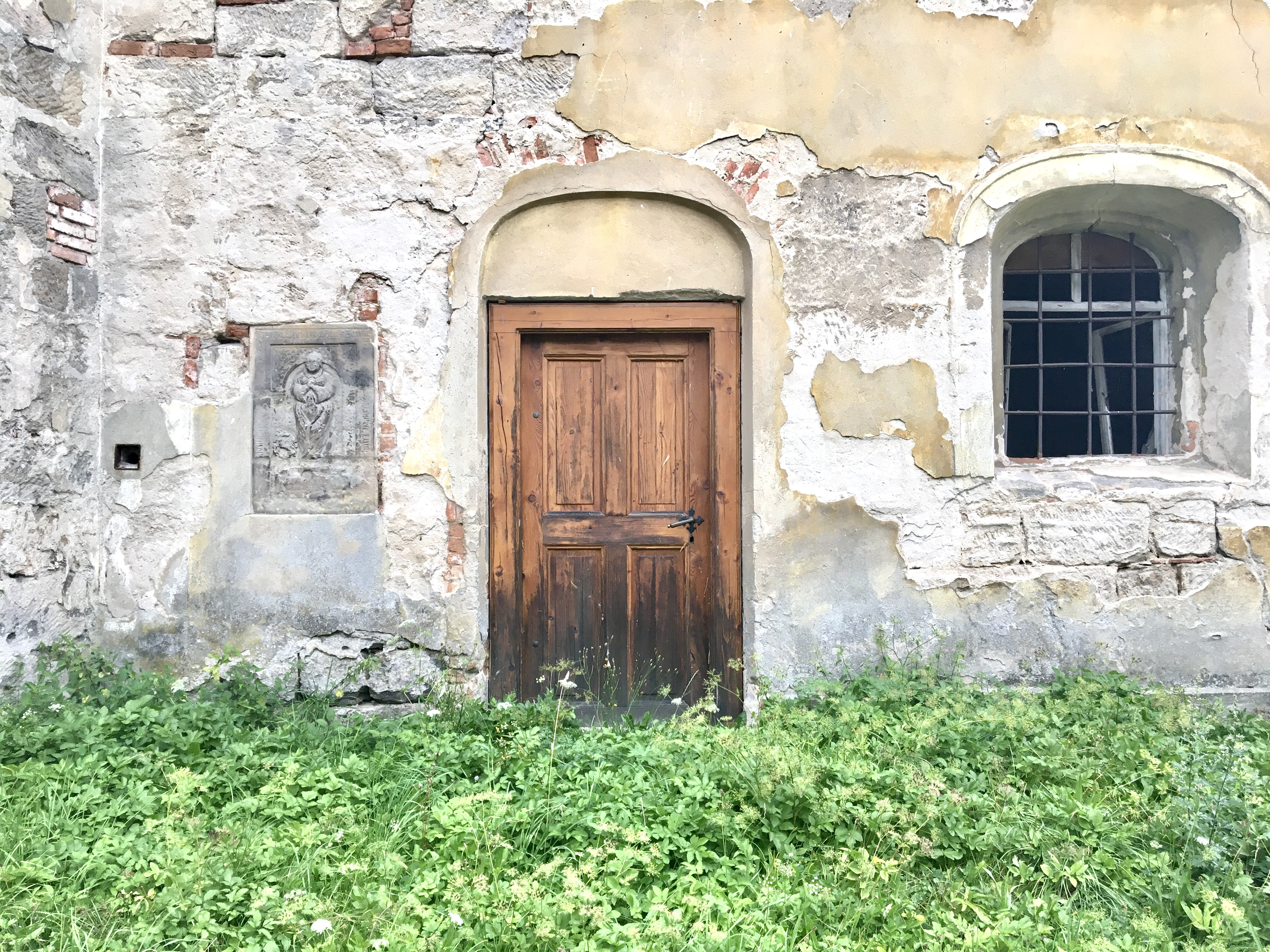
Pohled na vstup
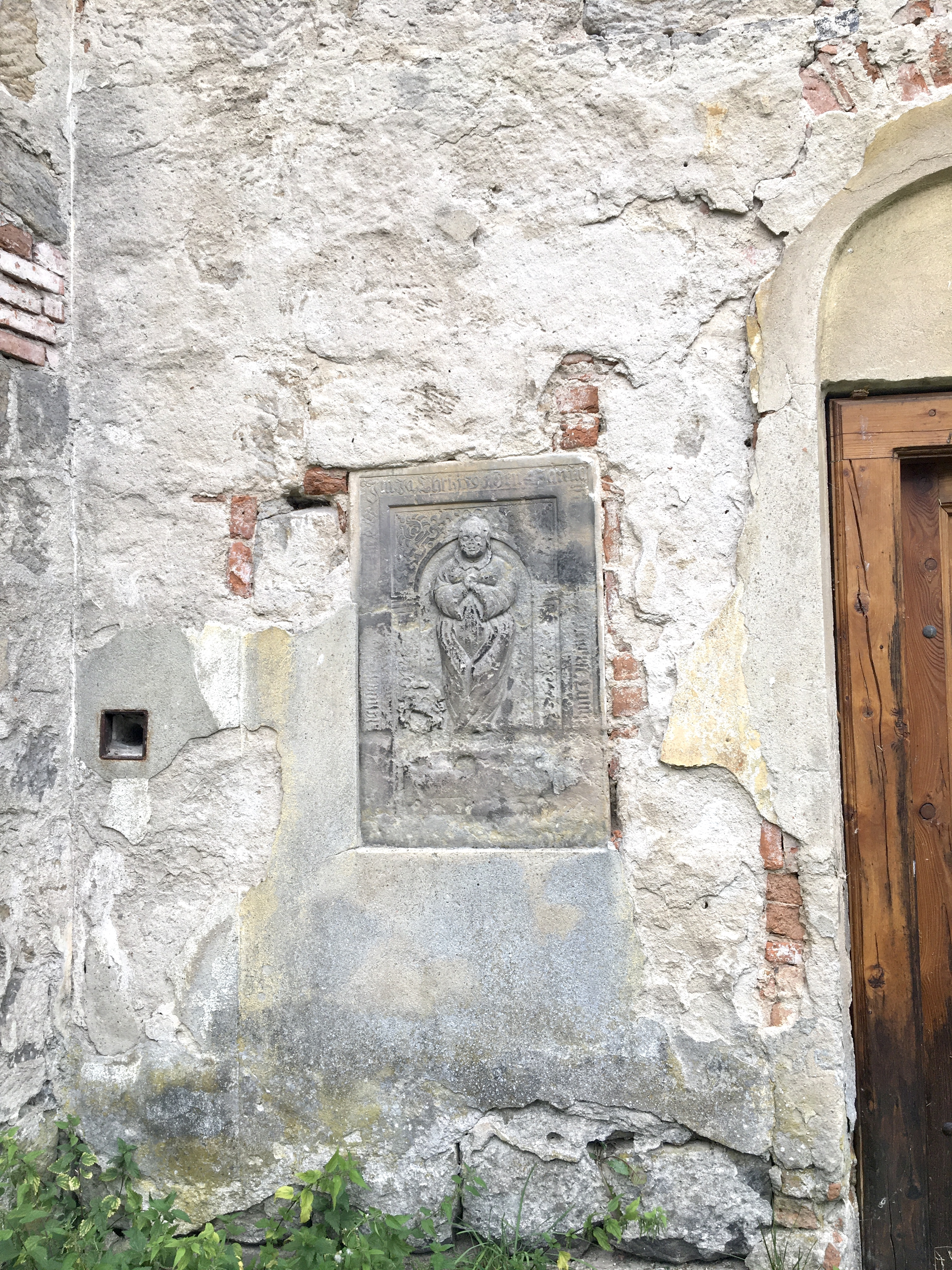
Malý renesanční náhrobek na východním průčelí
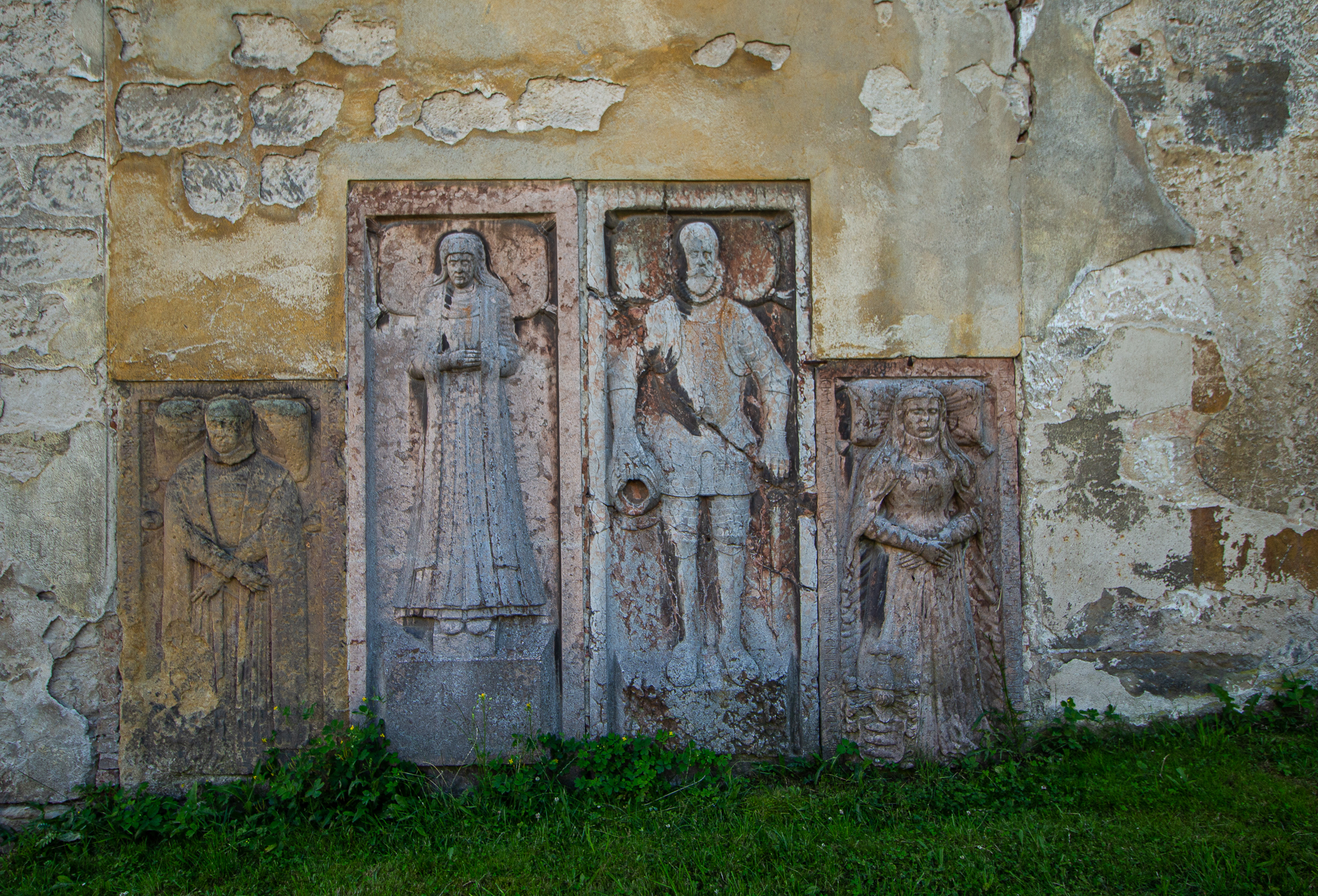